# Дёмочка, Виталий Евгеньевич
Вита́лий Евге́ньевич Дёмочка (также известен под кличкой «Бандера»; род. 5 декабря 1970, Уссурийск, СССР) — российский кинорежиссёр, сценарист, писатель и видеоблогер; в прошлом — криминальный авторитет и глава организованной преступной группировки в городе Уссурийске Приморского края.

## Биография
Родился 5 декабря 1970 года в Уссурийске. Мать — военный инженер, а брат Дёмочки был убит, когда последний отбывал наказание в тюрьме. Учился в ПТУ, где был отличником и участником математических олимпиад. Познакомился с парнями, отбывшими срок в колонии для малолетних преступников, а затем совершал правонарушения под их руководством, а именно — избиение учащихся и курение конопли. После отчисления начал заниматься вымогательством и грабежами, за что первый раз отбывал наказание в 18 лет в иркутской колонии, которая для него стала «университетом — „факультет обществоведения“, „курс выживания“». Всего имеет четыре судимости, дважды отбывал наказание в исправительных учреждениях (за грабёж и совершение убийства). По собственным словам сидел за «грабёж, наркотики, тяжкие телесные повреждения со смертельным исходом». Занимался автомобильными подставами. Последний срок отбывал за вооружённую разборку на центральном рынке города Уссурийска. Также на его жизнь было четыре покушения. Детей нет.

## Кинематографическая деятельность
В 2003 году снял основанный на реальных событиях шестисерийный сериал «Спец» где описал свою жизнь в годы преступной деятельности в Уссурийске и судьбу группировки. Особенностью сериала является участие в его создании бывших членов реальных криминальных сообществ из Уссурийска. Сериал, снятый местными «авторитетами» автомобильного бизнеса, демонстрировался в Уссурийске на местном телеканале по выходным. Автором сценария, продюсером, режиссёром и исполнителем главной роли выступил сам Дёмочка. В основу сюжета легли реальные события, которые происходили в городе несколькими годами ранее: через Уссурийск перегонялись в Хабаровский край и далее на запад подержанные японские автомобили, а их владельцев местный криминалитет «разводил» на «пошлины». Роли бандитов исполнили сами бандиты, их жертв и некоторых персонажей, включая представителей правоохранительных органов и членов ОПГ изображали актёры местных драматических театров. Фильм снимался более года прямо на улицах Уссурийска без использования спецэффектов и бутафории: реальные люди, реальные аварии и даже реальная кровь. Сам Дёмочка относит свой фильм к «реальному реализму». Фильм обсуждался в телепередаче «Пять вечеров». Примечательно, что в фильме Виталий носит фамилию Банин. Эта фамилия была выбрана неслучайно. Дело в том, что Виталий в своих интервью называл своим учителем одного известного «вора в законе» — Олега Банина, более известного по прозвищу «Бандит», убитого в 1991 году. Сам же Виталий имел кличку «Бондарь», по фамилии старшего брата — Анатолия Бондаря, а прозвище «Бандера» было придумано специально для фильма.
В 2006 году издательство «Зебра-Е» выпустило книгу «Спец».
Также работает[когда?] над съёмками фильма «Начало» и кроме того, сделал наброски сценария будущего сериала, который он назвал «Централ».

## Блоги
На своем канале на YouTube Дёмочка публикует видео с ответами на вопросы.

## Книги
- Дёмочка В. Е. Спец. — М.: Зебра Е, 2006. — 400 с. — 5000 экз. — ISBN 5-94663-347-3.
- Дёмочка В. Е. Строгий режим. — М.: АСТ, Зебра Е, 2007. — 416 с. — 5000 экз. — ISBN 978-5-17-045465-5, ISBN 978-5-94663-463-2.
- Дёмочка В. Е. Бывший. — М.: АСТ, Зебра Е, 2007. — 320 с. — 5000 экз. — ISBN 5-17-042097-8, ISBN 5-94663-378-3.
- Дёмочка В. Е. Убить "Билла". — М.: Зебра Е, 2008. — 382 с. — 15 000 экз. — ISBN 978-5-94663-659-9.
- Дёмочка В. Е. Газовый кризис. — М.: Зебра Е, АСТ, 2010. — 240 с. — 2000 экз. — ISBN 978-5-94663-982-8.
- Дёмочка В. Е. Газовый кризис-2. — М.: Зебра Е, 2010. — 240 с. — 1000 экз. — ISBN 978-5-94663-146-4.
- Дёмочка В. Е. Без разборов. — М.: Зебра Е, 2014. — 400 с. — 5000 экз. — ISBN 978-5-94663-817-3.
- Дёмочка В. Е. Начало конца. — Зебра Е, Альта-Принт, 2014. — 448 с. — 10 000 экз. — ISBN 978-5-94663-521-9.